# La Sanglante Embuscade
Pour plus de détails, voir Fiche technique et Distribution.
La Sanglante Embuscade (Gunsight Ridge) est un film américain réalisé par Francis D. Lyon, sorti en 1957.

## Fiche technique
- Titre original : Gunsight Ridge
- Titre français : La Sanglante Embuscade
- Réalisation : Francis D. Lyon
- Scénario : Talbot Jennings
- Photographie : Ernest Laszlo
- Montage : Robert Golden et Ellsworth Hoagland
- Musique : David Raksin
- Pays d'origine : États-Unis
- Format : Noir et blanc
- Genre : western
- Durée : 85 minutes
- Date de sortie : 1957

## Distribution
- Joel McCrea : Mike Ryan
- Mark Stevens : Velvet Clark
- Joan Weldon : Molly Jones
- Addison Richards : Shériff Tom Jones
- Darlene Fields] : Rosa
- Carolyn Craig : Farm Girl
- Robert Griffin (en) : Herb Babcock
- I. Stanford Jolley (en) : Shelley Daggett
- George Chandler : Gus Withers
- Slim Pickens : Hank Moss
- Herb Vigran : R.B. Davis
- Kitty Kelly : Mme Donahue
- Morgan Woodward : Tex
- L. Q. Jones